# Irmingard von Burgund
Irmingard von Burgund (in den Quellen auch Hermengarde, Ermengarde, Eimildis und Irainsanda genannt) (geboren im späten 10. Jahrhundert; gestorben nach dem 20. September 1057) war eine sapaudische Adelige, Gräfin der Provence und Königin von Burgund.

## Leben
Die familiäre Herkunft Irmingards ist nicht sicher überliefert. Möglicherweise stammt sie aus der in den Urkunden nur schlecht fassbaren Verwandtschaft des Grafen Humbert von Maurienne, der ein Vasall des Königs Rudolf III. von Burgund und nach dessen Tod ab 1032/1033 unter Kaiser Konrad II. Graf der Maurienne und im Chablais war und zum Stammvater des Hauses Savoyen geworden ist. Vielleicht war Irmingard Humberts Schwester.
Irmingard von Burgund heiratete vor dem Jahr 1002 den Grafen Rotbald III. von der Provence, der von 1008 an Markgraf der Provence war. Im Jahr 1002 erscheint ihr Name überhaupt zum ersten Mal in einer Urkunde für die Abtei Montmajour bei Arles. Rotbald und Irmingard hatten zwei Söhne, Hugo und Wilhelm, und eine Tochter, Emma von Provence. Im Jahr 1005 war Irmingard bei der Wahl des  Abts von Sankt Viktor in Marseille anwesend.
Im Jahr 1011 heiratete Irmingard in zweiter Ehe den König Rudolf III. von Burgund. Rudolf übergab seiner Verlobten als Wittum mit einer am 24. April 1011 in Aix, Savoyen, ausgefertigten Urkunde und bei weiteren Schenkungen die Stadt Vienne, die Grafschaft Sermorens am Fuße der savoyischen Voralpen, das Kloster in Bourg-Saint-Pierre im Wallis an der Passstraße zum Grossen Sankt Bernhard, umfangreiche Ländereien bei Annecy, Ortschaften in verschiedenen Gegenden des Reichs, zum Beispiel Rue und Font (beide heute im schweizerischen Kanton Freiburg), Yvonand in der Waadt sowie Auvernier am Neuenburgersee und auch die Königsburgen von Aix am Lac du Bourget und die in Neuenburg (novum castellum sedem regalem), welche damit erstmals erwähnt wird. Die Hochzeit Rudolfs und Irmingards fand am 28. Juni 1011 statt. Das Königspaar hatte keine Kinder, und so vermachte König Rudolf im Jahr 1016 in Straßburg und nochmals 1018 in Mainz dem deutschen König Heinrich II. als dem Sohn seiner Schwester Gisela von Burgund die Nachfolge als Herrscher über das Königreich Burgund.
Irmingards Name wird oft in Urkunden König Rudolfs erwähnt. Sie begleitete den König bei wichtigen Rechtsgeschäften und erscheint in den betreffenden Urkunden als politisch aktive Person, so wie im Jahr 1011, als König Rudolf offenbar auf ihre Empfehlung die Grafschaft Waadt Bischof Heinrich von Lausanne, seinem Onkel, übergab. Um 1030 unterstützte sie die Gründung des Klosters Talgurium in Savoyen. Sie vermittelte königliche Schenkungen an die burgundische Reichsabtei Saint-Maurice und an das Kloster Cluny.
Als das Königreich Burgund nach dem Tod Rudolfs III. wie früher vereinbart an das Heilige Römische Reich fiel und sich Kaiser Konrad II. mit Gewalt gegen burgundische Adelige um Graf Gerold von Genf durchsetzen musste, unterstützten die Königswitwe Irmingard so wie auch Graf Humbert die Sache des Reiches. Die beiden huldigten dem Kaiser im Jahr 1033 in Zürich, Irmingard veranlasste die Übergabe der burgundischen Reichinsignien, und Konrad ließ sich am 2. Februar 1033 in der Kirche von Payerne zum König von Burgund krönen. Der Reichskrieg gegen burgundische Widersacher dauerte bis ins Jahr 1034, und danach belehnte der Kaiser den Grafen Humbert mit bedeutenden Gebieten an den wichtigen Alpenpässen Savoyens. Auch Irmingard spielte weiterhin eine Rolle in der burgundischen Geschichte. Sie schenkte dem Kloster Cluny Gebiete in der Grafschaft Genf und dem Domkapitel von Grenoble Güter im Gebiet von Aix und von Chambery. Um 1050 veranlasste sie gemäß der Überlieferung den Diakon Bernhard von Aosta zum Bau des Hospizes auf dem Grossen Sankt Bernhard als Ersatz für das zerstörte Kloster in Bourg-Saint-Pierre, und zuletzt erscheint sie noch in einer Urkunde vom 20. September 1057, mit welcher sie ein Rechtsgeschäft zu Gunsten des Klosters Sankt Peter in Vienne bekräftigte. Das Todesdatum Irmingards von Burgund ist nicht überliefert.